# Igualeja
Igualeja település Spanyolországban, Málaga tartományban. Igualeja Parauta, Benahavís, Pujerra és Cartajima községekkel határos. Lakosainak száma 774 fő (2024).

## Népesség
A település népessége az elmúlt években az alábbi módon változott:
| Lakosok száma | 902  | 1011 | 1012 | 958  | 871  | 811  | 778  | 763  | 729  | 774  |
|               | 2001 | 2004 | 2007 | 2009 | 2012 | 2014 | 2017 | 2019 | 2022 | 2024 |